# Alcudia
Alcudia (oficialmente en catalán: Alcúdia) es una ciudad y municipio español situado en la parte septentrional de Mallorca, en las Islas Baleares. A orillas del mar Mediterráneo, este municipio limita con los de Pollensa, La Puebla y Muro.
El municipio alcudiense comprende los núcleos de población de Alcudia —capital municipal—, Playa de Alcudia, Puerto de Alcudia, Mal Pas-Bonaire, Marina Manresa y Son Fe. Geográficamente se encuentra en una pequeña península, entre las bahías de Pollensa y la de Alcudia. Su punto más alto corresponde a la montaña de La Atalaya, de 445 metros de altitud.
Está catalogado como Uno de Los Pueblos Más Bonitos de España desde el año 2019 y pertenece desde entonces a la asociación homónima.

## Historia
Existen restos de naves romanas en su bahía.
Después de la incorporación de Mallorca a la Corona de Aragón en el año 1229, el rey Jaime I dividió la isla en ocho partes. Cuatro quedaron en manos del mismo monarca y las cuatro restantes fueron para los nobles que habían ayudado en la conquista. Alcudia quedó dentro de los territorios que pertenecían a Jaime I. El monarca otorgó plaza a los caballeros de la Orden del Temple en Pollensa y unas tierras en las afueras de Alcudia (por el pico de San Martín).
El primer núcleo de población musulmana de Alcudia nace en torno a la alquería de la villa con una pequeña población. Jaime I cambió el nombre de Alcudia por el de San Jaime de Guiñent. Visto que era más común usar el nombre árabe, volvió a llamarse Alcudia, tal y como ahora se conoce.
En 1298, el rey Jaime II de Mallorca determinó la construcción de la villa de Alcudia y la declaró cabecera del término parroquial. Por este motivo compró una casa, un trozo de tierra y un solar para edificar la iglesia, la vicaría y el cementerio. A partir de ese año, se inició la construcción del primer recinto amurallado, que se acabó en 1362 por orden del rey Pedro IV de Aragón. Las murallas sirvieron para la protección no solo de la villa, sino también del norte de la isla.
En el siglo XIV (a partir de 1301, año que Jaime II de Mallorca, compró un terreno) se construyó el hospital militar de Alcudia, justo delante de la iglesia parroquial de San Jaime. Posteriormente, y en época actual, sirve como Museo Monográfico de Pollentia.
Entre 1348-1350, época de la Peste Negra en Europa, la enfermedad también llegó al puerto de Alcudia mediante las ratas que iban con los barcos. Se inicia así la propagación por la isla. El primer alcudiense que cae por esta enfermedad se llamaba Guillermo Brassa. Era capitán de Alcudia Guillermo de Mosquerolas y el alcalde en Bernardo Moror.
En 1450 con la Revuelta Foránea de los Agermanados, los alcudienses se enfrentaron contra los agermanados de la Part Forana, en contra de la rebelión. Hubo un grupo que quiso estar de parte de los agermanados, encabezados por Miguel Renovard,
que eran partidarios de la revuelta contra Palma.
El 21 de febrero de 1507 el Santo Cristo de Alcudia hizo su primer milagro. Tiempo de penuria, sequía y hambre en Mallorca. A partir que el Santo Cristo empezó a sudar sangre y agua, empezaron las lluvias y una buena época de cosechas. Más adelante se estableció que cada 26 de julio de cada tres años se celebrase en Alcudia la conocida procesión del Santo Cristo.
En noviembre de 1521 Alcudia es asediada por los agermanados. Mucha gente se refugió detrás de las murallas, sobre todo nobles y hombres ricos de Mallorca. El emperador Carlos I de España declaró a los agermanados rebeldes a su autoridad. Campesinado y menestrales intentaron entrar por la fuerza dentro de las murallas de Alcudia. En 1522 se resistió varios asedios de los agermanados, comandados por Juanot Colón.
El 18 de julio de 1523, el emperador le otorgó el título de: "Ciudad Fidelísima al Emperador". En 1525 llegan las exenciones fiscales y una serie de pleitos con las autoridades del Reino de Mallorca que se oponían.
El 4 de junio de 1535 llegó a Alcudia con sus galeones cuando se disponía a participar en la Jornada de Túnez. Durante ese año empezarían a ponerse los cimientos del convento de San Francisco de Asís en Alcudia. En 1542 el rey realizó una visita a Palma de Mallorca y hay historiadores que afirman que también pasó por esta localidad. En 1551 los turcos desembarcaron en el cabo del Pinar de Alcudia; Don Bartolomé Maura, capitán alcudiense, se enfrentó a los turcos con 150 alcudiendes consiguiendo la victoria. Posteriormente el 18 de mayo de 1558 los piratas turcos volvieron a Alcudia y D. Felipe Fuster, nuevo capitán alcudiense, acompañado por el capitán Mateo de Pachs, lucharon para repelerlos. Murieron a consecuencia de esa lucha. En 1551-1558 los ataques turcos al cabo del Pinar y la victoria que tuvieron atemorizó a la población. En 1566 se construye la torre de la Atalaya de Alcudia. En 1567 se fundó el convento de San Francisco y de Nuestra Señora de Jesús de la ciudad de Alcudia, destruido a partir de 1835. El fundador del convento fue el conocido religioso relacionado con el emperador Carlos V, Mn. Juan Crespí. El monarca le encomendó que ayudara en diferentes focos de rebeldía de aquella época. En 1568 se construye la sacristía y el campanario.

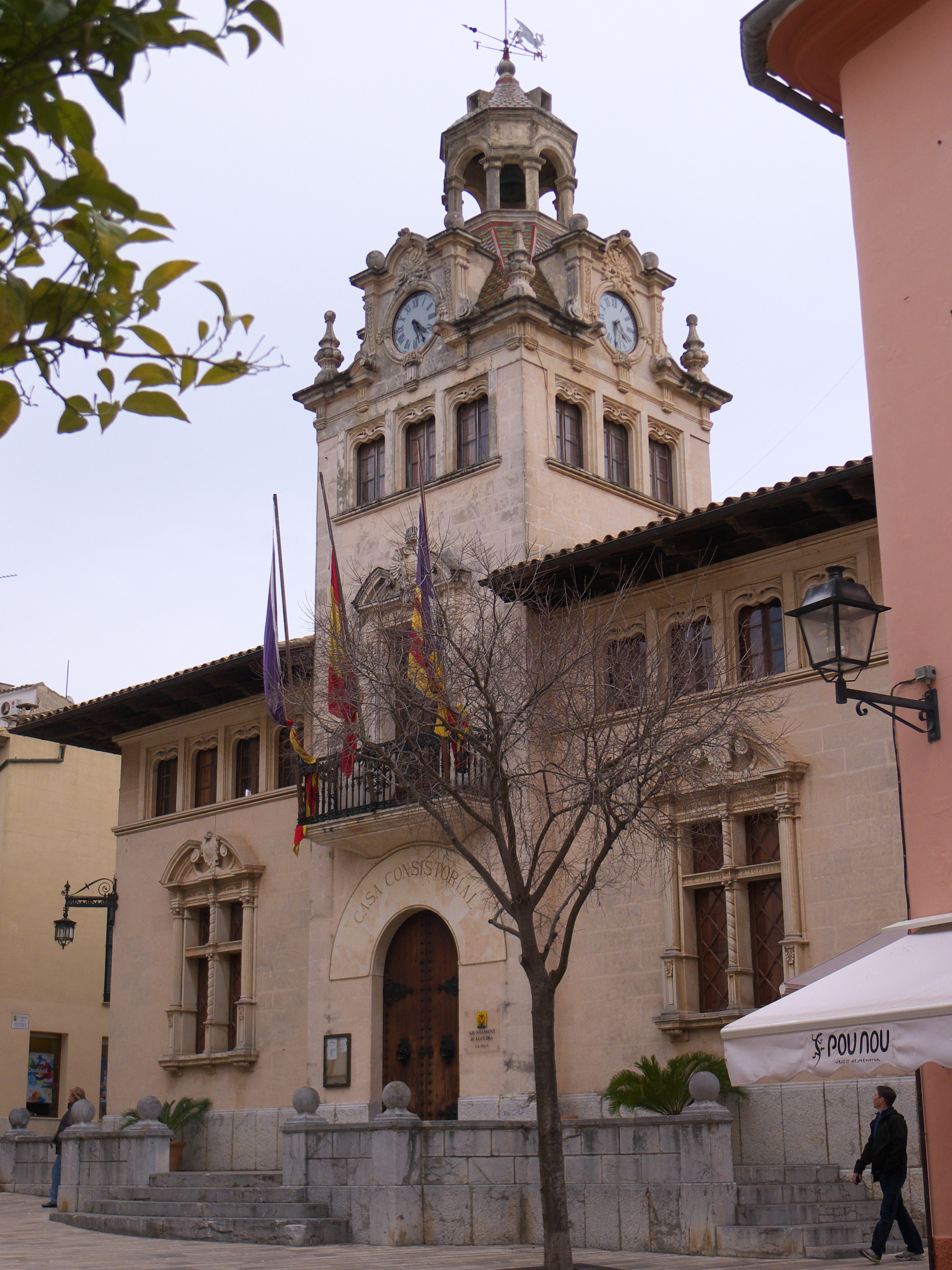
Edificio del Ayuntamiento de Alcudia.

En 1570 se construyen las cruces de término. En 1588 se crea el gremio de artesanos de Alcudia. En 1590 es el año de la concesión de morbers propios que autorizan la carga y descarga de barcos. Siete años después llegará la creación del gremio de los tejedores de lana y lino. En 1598 se proyecta el recinto de la segunda muralla y la Torre Mayor de Alcanada.
En 1715 con la Guerra de Sucesión, Alcudia intenta pactar una capitulación, ante su delegado del rey, el caballero Dasfeld o D'Asfeld, puesto que el nuevo rey Felipe V de Borbón es nombrado rey de España ante su opositor, el emperador Carlos VI de Habsburgo.
A partir de 1717 se nombró nuevo gobernador de Alcudia, D. José de Mariconda, un hecho que agravó todavía más la situación por la cual pasaba Alcudia en tiempo de la guerra de sucesión española. Mariconda pasó a la historia principalmente por su comportamiento autoritario y altivo, cometiendo muchas injusticias en Alcudia.
Entre 1815 y 1820 llegó a Alcudia el conocido político, Agustín de Argüelles Álvarez, un liberal y diputado a las Cortes. En Alcudia estará confinado con otros prisioneros políticos por orden del rey Fernando VII que en 1814 impone el poder absolutista. Argüelles participó en la Constitución de Cádiz de 1812.
En 1870 llega a Mallorca la fiebre amarilla. El foco empezó en la ciudad de Palma de Mallorca y pronto se extendió por el resto de la isla. Alcudia se salvaguardó de la epidemia gracias a sus murallas y al cierre de todas las puertas principales de la ciudad, salvo la puerta de Mallorca que quedaría custodiada por dos hombres nombrados por el municipio alcudiense, para controlar a todas las personas que entraban a la localidad, presentaban un boletín de salubridad en la cual se decía si habían pasado las inspecciones sanitarias para viajar.

## Demografía
Alcudia cuenta con una población de 21 683 habitantes (INE 2024).
| Gráfica de evolución demográfica de Alcudia entre 1842 y 2021                                                       |
| |
| Población de derecho según los censos de población del INE Población de hecho según los censos de población del INE |

## Administración y política
| Partido político                                   | 2023     | 2023     | 2023       | 2019  | 2019  | 2019       | 2015  | 2015  | 2015       | 2011  | 2011  | 2011       | 2007  | 2007  | 2007       |
| Partido político                                   | %        | Votos    | Concejales | %     | Votos | Concejales | %     | Votos | Concejales | %     | Votos | Concejales | %     | Votos | Concejales |
| Partido Popular (PP)                               | 30,95    | 2086     | 7          | 14,73 | 922   | 3          | 20,18 | 1272  | 4          | 39,25 | 2361  | 8          | 31,82 | 1887  | 6          |
| Partit Socialista de les Illes Balears (PSIB-PSOE) | 19,89    | 1341     | 5          | 28,19 | 1764  | 5          | 21,68 | 1366  | 4          | 22,37 | 1346  | 4          | 22,26 | 1320  | 4          |
| Vox                                                | 11,88    | 801      | 3          | 9,01  | 564   | 1          | –     | –     | –          | –     | –     | –          | –     | –     | –          |
| Més (PSM-IV-EN-APIB)-Gent per Alcúdia              | 11,18    | 754      | 2          | 9,01  | 564   | 1          | 9,81  | 618   | 1          | 6,35  | 382   | 1          | 2,66  | 158   | 0          |
| Unió Per Alcúdia (UperA)                           | 9,51     | 641      | 2          | 5,60  | 351   | 1          | 7,30  | 460   | 1          | –     | –     | –          | –     | –     | –          |
| Proposta per les Illes (PI)                        | 7,18     | 484      | 1          | 18,82 | 1178  | 4          | 30,01 | 1891  | 6          | –     | –     | –          | –     | –     | –          |
| Esquerra Unida de les Illes Balears (EUIB)         | 6,54     | 441      | 1          | 1,55  | 97    | 0          | –     | –     | –          | 2,96  | 178   | 0          | 2,46  | 146   | 0          |
| Podem                                              | Con EUIB | Con EUIB | Con EUIB   | 5,21  | 326   | 1          | –     | –     | –          | –     | –     | –          | –     | –     | –          |
| Ciudadanos (CS)                                    | –        | –        | –          | 5,35  | 335   | 1          | 3,78  | 238   | 0          | 1,50  | 90    | 0          | –     | –     | –          |
| Convergència per les Illes (CxI)                   | –        | –        | –          | –     | –     | –          | –     | –     | –          | 23,15 | 1393  | 4          | –     | –     | –          |
| Unió Mallorquina (UM)                              | –        | –        | –          | –     | –     | –          | –     | –     | –          | –     | –     | –          | 34,69 | 2057  | 7          |

## Cultura

### Fiestas

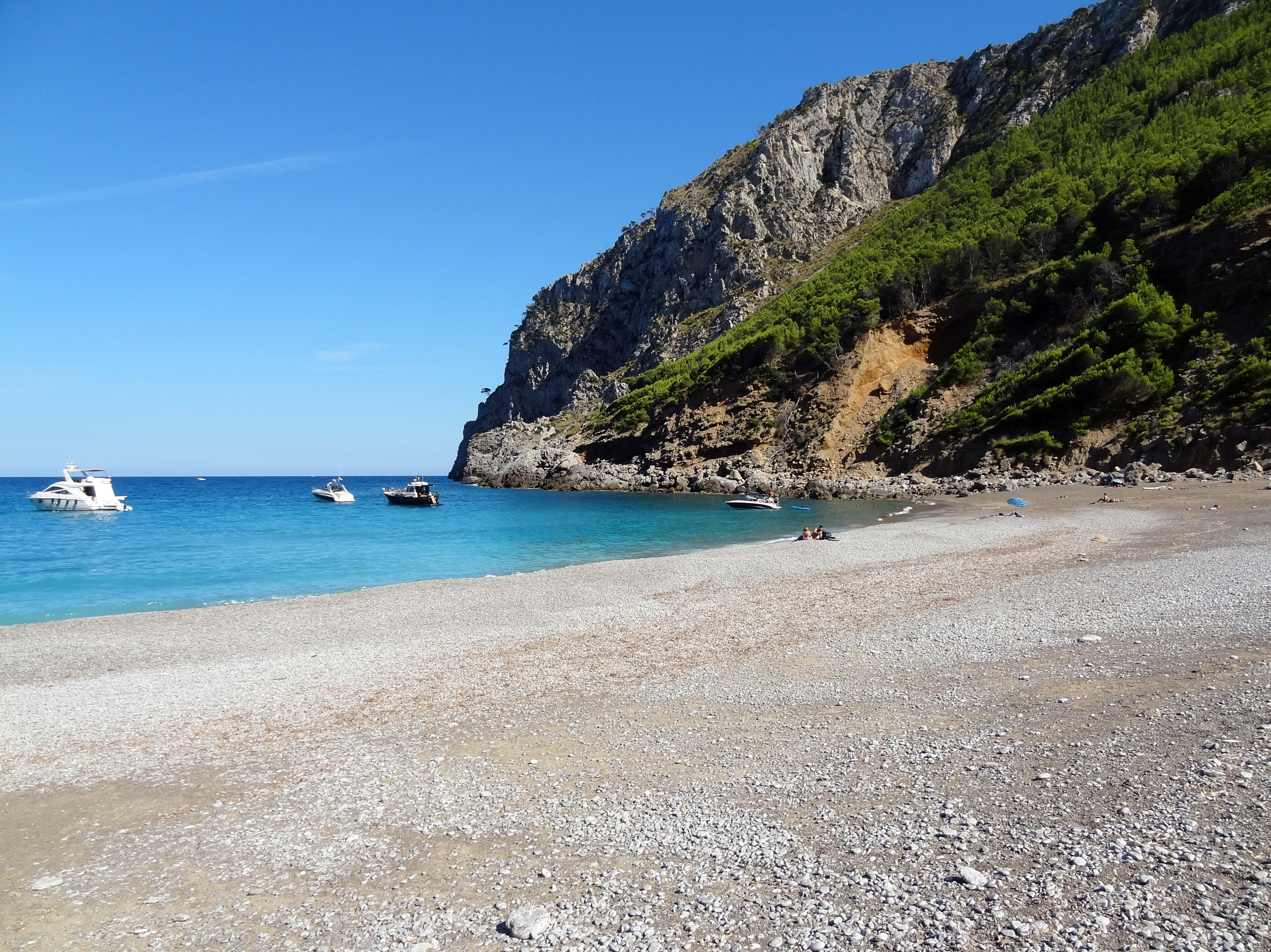
La playa del Cuello Bajo, o platja d'es Coll Baix, en Alcudia.

- 5 de enero: cabalgata de los Reyes Magos.
- Mediados de abril: Feria de la Sepia[5]
- 29 de junio: San Pedro, patrón del Puerto de Alcudia.
- 1 y 2 de julio: Virgen de la Victoria; romería a la ermita de la patrona de Alcudia.
- 25 de julio: San Jaime, patrón de Alcudia.
- 26 de julio: la Trienal del Santo Cristo de Alcudia; se realiza cada tres años, el próximo será en el 2019, siendo el anterior en 2016.
- 24 de agosto: fiesta de las Linternas.
- Primer fin de semana de octubre: feria anual de Alcudia, con todo tipo de muestras de tipo comercial, agrario, artesanal y gastronómico.[6]
- 26 de diciembre: San Esteban, fiesta tradicional desde tiempos de las Germanías.

## Localidades hermanadas
- Ciudadela, España
- Valle del Zalabí, España